# Linda Züblin
Linda Züblin (née le 21 mars 1986 à Riedt) est une athlète suisse, spécialiste des épreuves combinées.
Elle représente son pays aux Jeux olympiques de 2008 à Pékin. Lors des Championnats du monde de 2013 à Moscou, elle réalise son record personnel en 6 057 points.